# Rektorat św. Ojca Szarbela w Lesznowoli
Rektorat świętego Ojca Szarbela w Lesznowoli – rektorat rzymskokatolicki należąca do dekanatu raszyńskiego, archidiecezji warszawskiej, metropolii warszawskiej Kościoła katolickiego. Został ustanowiony 15 czerwca 2023 roku dekretem arcybiskupa metropolity warszawskiego, kardynała Kazimierza Nycza.

## Rektor
- ks. Artur Felszer (2023–obecnie)